# Dryopteris × neowherryi
Dryopteris × neowherryi là một loài dương xỉ trong họ Dryopteridaceae. Loài này được W.Wagner in W. & F.Wagner mô tả khoa học đầu tiên năm 1966.
Danh pháp khoa học của loài này chưa được làm sáng tỏ.